# Tizi Tegrart
Tizi Tegrat est un village de la commune d'Ait R'Zine, Daïra d'Ighil Ali, Wilaya de Bejaia (un département de Petite Kabylie) en Algérie. Tizi Tegrart est le dernier village de la commune des deux côtés nord et ouest.
Du côté nord, le village donne sur Asif la Soummam. Du côté ouest, il donne sur la commune de Boudjellil.
Tizi Tegrart est un village agricole. Ses terres rouges sont très riches. Plusieurs familles du village continuent à vivre de l'agriculture, du maraîchage et de l'élevage.